# João Monlevade
João Monlevade – miasto i gmina w Brazylii, w stanie Minas Gerais. Znajduje się w mezoregionie Metropolitana de Belo Horizonte i mikroregionie Itabira.
W mieście rozwinął się przemysł hutniczy.

## Współpraca
Miejscowość partnerska:
- Esch-sur-Alzette, Luksemburg